# Palmira Saladié i Ballesté
Palmira Saladié i Ballesté () és una arqueòloga i professora universitària catalana. La seva recerca s'enfoca a les estratègies de subsistència de les poblacions d'homínids del Plistocè de la península Ibèrica a través de l'estudi dels jaciments de la serra d'Atapuerca, el barranc de la Boella i l'Abric Romaní, així com en la realització de treballs experimentals en tafonomia.

## Obra publicada
- La caza. Nos hicimos omnívoros, 2020. ISBN 978-84-121082-2-4.